# Бранка Шћепановић
Бранка Шћепановић (Колашин, 6. април 1951) јесте југословенска, црногорска и српска певачица традиционалне црногорске изворне и народне песме.

## Биографија
Након завршетка Музичке школе, безуспешно је покушавала да се запосли као наставник музичког васпитања. Схватила је да ће певање бити њена љубав и животни позив. 1968. године добија позив за учешће на реномираном фестивалу Београдски сабор као представница Црне Горе, и својим наступом потврђује одлуку да се бави певањем, нарочито када је после наступа доживела вишеминутне овације публике. 
Истицала је да се њеној музичкој каријери највише противио њен патријархални отац, који је певачки наступ повезивао са певањем у будућности у кафани. Када је схватио да Бранка има жељу да постане радијски и телевизијски солиста, те да ће некада моћи да се њоме поноси, никада јој више није забрањивао да наступа и да се такмичи у певању.
Народни мелос је био и остао њена највећа љубав и увек се трудила да песмама које изводи дода свој лични печат као интерпретатор. Иако Бранку Шћепановић сматрају наследницом легендарне црногорске народне певачице Ксеније Цицварић, скромно изјављује да јој поређење прија и импонује, али да је Ксенија Цицварић била једна и јединствена, те да је свако поређење са њом немогуће и излишно. Са покојном Ксенијом Цицварић, Бранка се дружила и на наступима и приватно, а када се певачица разболела, редовно ју је обилазила и звала телефоном те да су се последњи пут виделе месец дана прије Ксенијине смрти.
Бранка је у својој дугогодишњој каријери снимила велики број албума са интерпретацијама црногорских народних песама, трудила се да прави народни мелос сачува од заборава и да га представи наредним генерацијама које долазе.
Са породицом живи у Београду. 

## Познате песме
- Васојевка
- Баш ме занима
- Гледала сам с Кома плава

## Фестивали
- 1970. Илиџа - Ђевојко са планине
- 1972. Београдски сабор - Васојевка
- 1973. Београдски сабор - Ој, Морачо
- 1976. Београдски сабор - Дјевојачка пјесма
- 1977. Београдски сабор - Млади ловац
- 1978. Хит парада - Волим тебе, Црна Горо
- 1980. Хит парада - Кад запјева Црногорка
- 1981. Хит парада - Кад ђетићи у Београд крену
- 1983. Илиџа - Црногорско натпјевавање (дует са Исметом Крцићем)
- 1983. Хит парада - Кад запјева Црногорка
- 1984. Хит парада - Баш ме занима
- 1984. МЕСАМ - Заљубих се, мајко мила
- 1985. Хит парада - Милица је ћилим ткала
- 1986. Хит парада - Проклињем љубав своју
- 1987. Хит парада - Онам', онамо
- 1987. Вогошћа, Сарајево - Тебе твоја Црногорка не да